# Mikoian-Gurévitx MiG-27
El  Mikoian MiG-27  (en rus: МиГ-27, designació OTAN:  Flogger-D/J ) és un avió d'atac a terra originalment construït per l'agència de disseny Mikoian a la Unió Soviètica i posteriorment produït sota llicència a l'Índia per Hindustan Aeronautics Limited amb el nom de  Bahadur . Està basat en l'avió de caça Mikoian-Gurévitx MiG-23 però optimitzat per a la funció d'atac a terra. No obstant això, al contrari del Mig-23, el Mig-27 no ha vist un ús estès fora de Rússia, ja que molts països van optar pel MiG-23BN i el Sukhoi Su-25 en el seu lloc. Tots els exemplars russos i ucraïnesos han estat retirats de servei, i el 2009 només continua en servei en l'Índia i en Sri Lanka.

## Descripció
Els seus nous requisits tècnics, van presentar la necessitat de fer un salt més per a la indústria aeronàutica soviètica. el 1969 comença a dissenyar el MiG-23B, una variant del MiG-23 amb millores per atac a terra. La nova versió tenia una nova secció davantera del fuselatge, amb el nas més curta per a millor visibilitat des de la cabina, semblant al de l'avió d'atac anglès Sepecat Jaguar. Els costats de la cabina estaven blindats i a la punta s'allotjava un telèmetre làser, un radar telemètric i un equip de navegació Doppler. Les preses d'aire i la tovera, ambdues de perfil variable en el caça de llarg abast MiG-23, van ser reemplaçades per altres fixes més lleugeres i simples, que si bé reduïen la velocitat màxima, estalviaven pes. El primer vol d'aquesta versió es produeix el 1970, i el començament de la producció el 1971. Aquesta variant MiG-23B aviat és substituïda per la nova variant MiG-23BN.
el 1973 comença a projectar un MiG-23BN amb el sistema de guiat "Kayros", que va esdevenir en el prototip del MiG-27, el qual fa el seu primer vol el 1974. En total la Unió Soviètica va produir 910 MiG-27 de diverses modificacions fins al 1983.
El MiG-27 també es va produir per llicència a l'Índia per la firma Hindustan Aeronautics, on se li coneix amb el nom de Bahadur ("Valent") i va participar en jocs de guerra, combatent contra altres avions caça occidentals.
L'aparició dels MiG-23BN a Cuba el 1978 va provocar l'anomenada "Crisi dels MiG-23" amb els Estats Units. Els MiG-23BN van combatre en nombrosos conflictes bèl·lics, entre ells en Angola, la guerra entre Iran i l'Iraq, entre Etiòpia i Eritrea, el Líban (1982). Els MiG-27 també van combatre a l'Afganistan i en Sri Lanka, en ambdós casos contra les guerrilles.

## Variants
Es van desenvolupar diferents versions millorades:

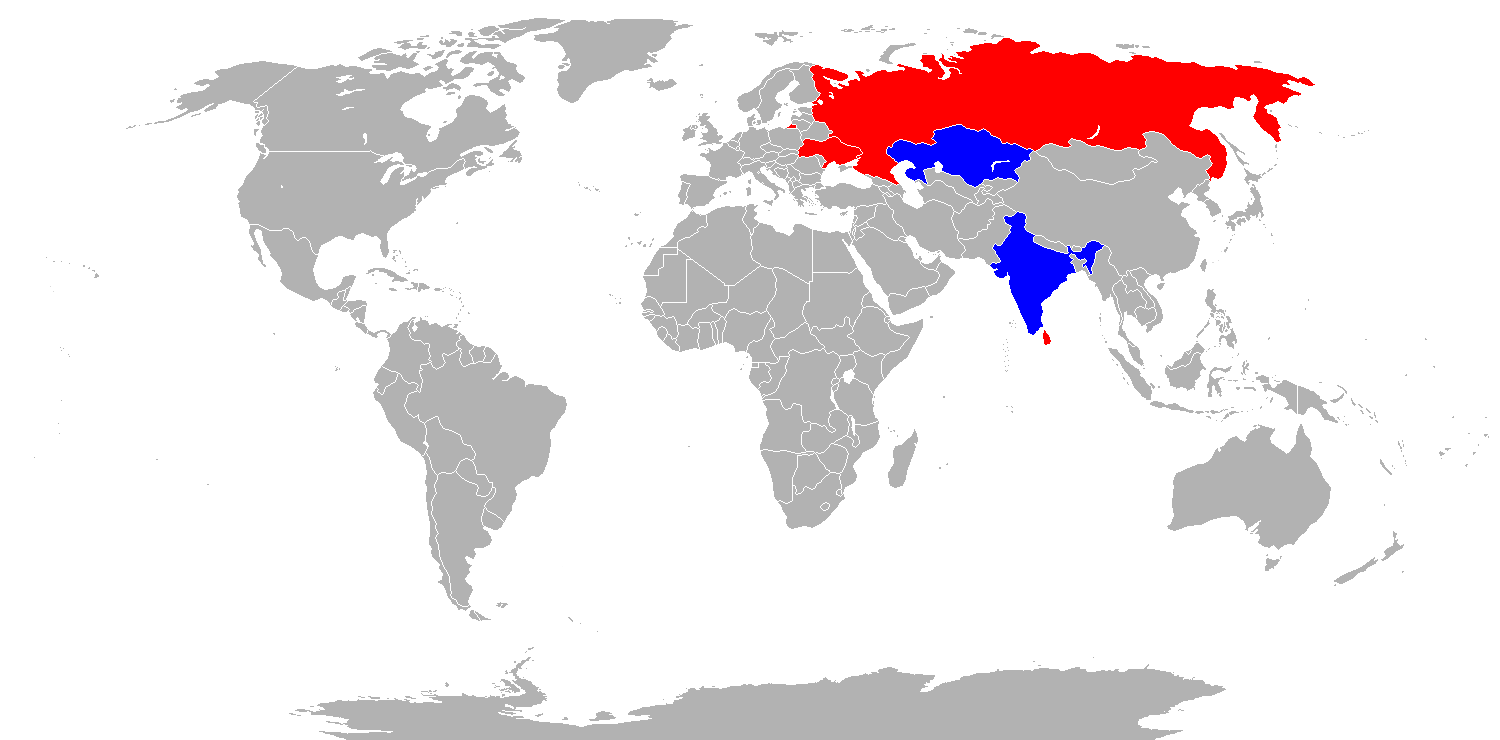
Operadors del MiG-27.

- MiG-23BN "Flogger H" : Versió del MiG-23 especialitzada d'atac a terra. El seu morro va ser redissenyat per millor visibilitat cap avall i va rebre blindatge. En lloc del radar té un sistema d'apuntament i navegació Sokol-23, telèmetre làser Fon.
- MiG-27 "Flogger D" : Desenvolupament del MiG-23BN amb preses d'aire simplificades, un telèmetre làser, un radar telemètric i un equip de navegació Doppler. Podia portar diversos míssils guiats com el X-23 (AS-7 Kerry), l'antirradar AS-9, l'AS-10 de guia làser i bombes planejadores.
- MiG-27D "Flogger D" : Amb capacitat d'atac nuclear.
- MiG-27M "Flogger J" : Versió modernitzada amb petits canvis en el morro i petites extensions de vora d'atac, nou equip.
- MiG-27L "Flogger J" : Versió per l'Índia.
- MiG-27h "Flogger J" : Versió índia amb aviònica francesa.
- MiG-27K "Flogger J-2" : Darrera versió soviètica, amb bombes de guiat per TV i nou canó de 30 mm.

## Usuaris del MiG-27

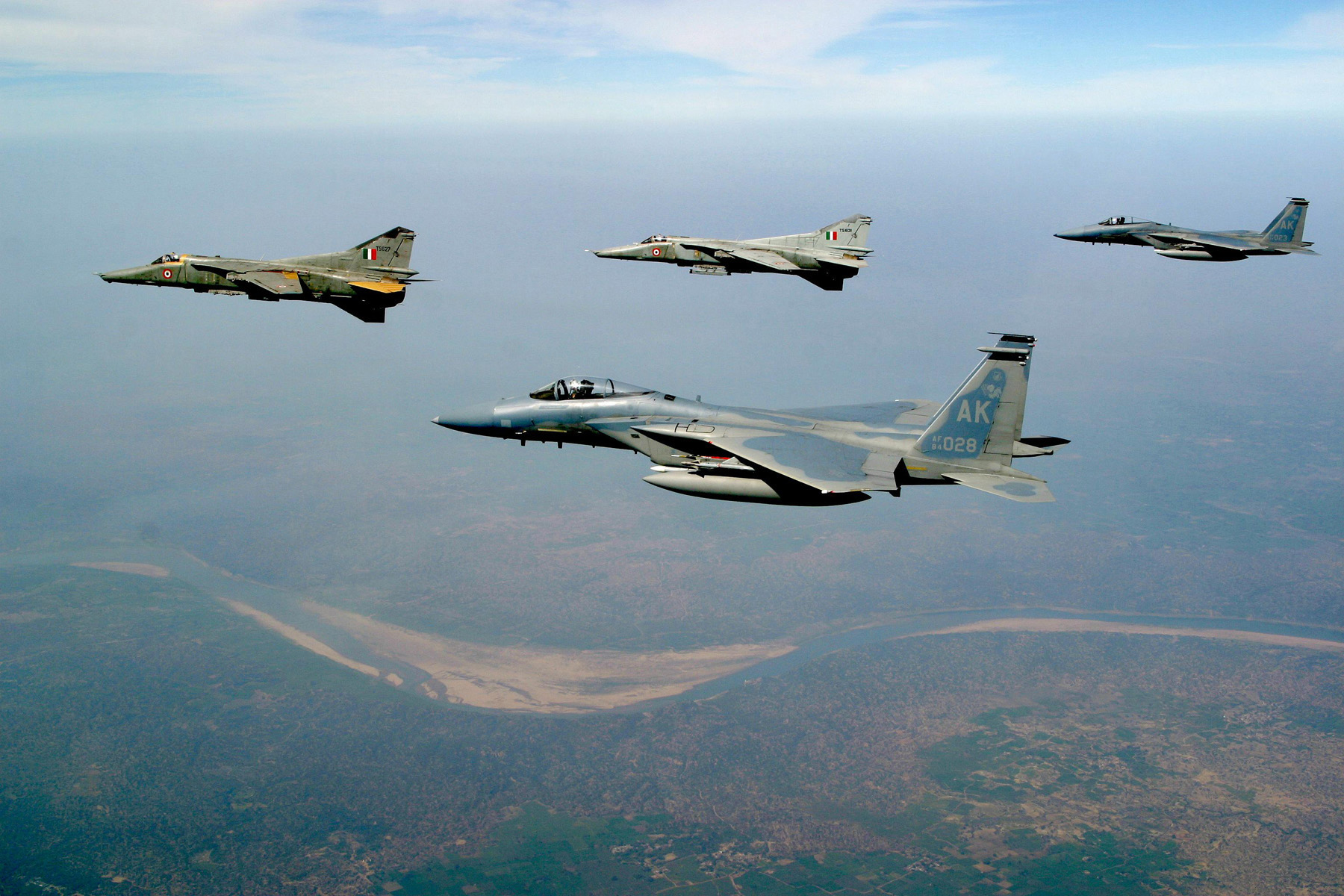
MiG-27 indis volant al costat de F-15.

Els MiG-23BN van ser exportats a 18 països, però el MiG-27 es va exportar només a quatre:
Índia
- Força Aèria Índia

Kazakhstan
- Força Aèria del Kazakhstan

Sri Lanka
- Força Aèria de Sri Lanka

Síria
- Força Aèria Síria

Unió Soviètica
- Força Aèria Soviètica, (on ja no estan en servei)

### Ocupació en Combat

#### Sri Lanka
Els MiG-27 van entrar en servei l'any 2000, quan l'exèrcit es reequipa per lluitar contra la guerrilla. Des de llavors han combatut de forma contínua, en missions de suport aeri i bombardejant objectius estratègics de la Guerrilla Tamil. L'agost del 2000, un MiG-27 es va estavellar prop de l'aeroport de Colombo, matant al pilot ucraïnès. El juliol del 2001, un altre MiG-27 es va perdre, en ser destruït en la seva base per un atac de la Guerrilla Tamil. Un tercer MiG-27 es va estavellar al mar el juny del 2004.

#### Índia
El 27 de maig de 1999, durant l'enfrontament amb Pakistan, un MiG-27 es va perdre al costat d'un MiG-21 mentre volaven missions de suport aeri a la zona del Caixmir. Els pilots van saltar: un d'ells, Flight Lieutenant K. Nachiketa, va ser capturat pels pakistanesos i l'altre, Sqn. LDR. Ajay Ahuja, va morir en un tiroteig. [3] D'acord amb la IAF el MiG-27 va patir un incendi al motor mentre volava a gran altitud, admetent que el MiG-21 va ser derrocat per un SAM portàtil.

#### Afganistan
El MiG-27 va ser utilitzat en els anys finals de la intervenció soviètica a l'Afganistan. Els avions estaven destinats a la base de Shindand, des d'on realitzaven operacions d'atac.

## Utilització a Televisió
En la sèrie d'anime  Àrea 88  es pot veure un esquadró de MiG-27 realitzant atacs a baixa cota, demostrant les bones qualitats de govern a baixa cota d'aquest avió.

## Especificacions del MiG-27
- Longitud: 17,1 m
- Envergadura: 7,78/13,97 m
- Alçada: 5,77 m
- Superfície alar: 34,16/37,35 m²
- Pes en buit: 11.908 kg
- Pes normal en l'enlairament: 18.100 kg
- Pes màxim a l'enlairament: 20.670 kg
- Velocitat màxima: 1.885 km/h a altitud i 1.350 km/h al nivell del mar
- Sostre de servei: 14.000 m
- Abast: 780 km (2.500 km amb tancs externs)
- Planta motriu: 1x Tumansky R-29B-300 de 78.5 kN en sec, i 112.8 kN amb postquemador

- Armament:

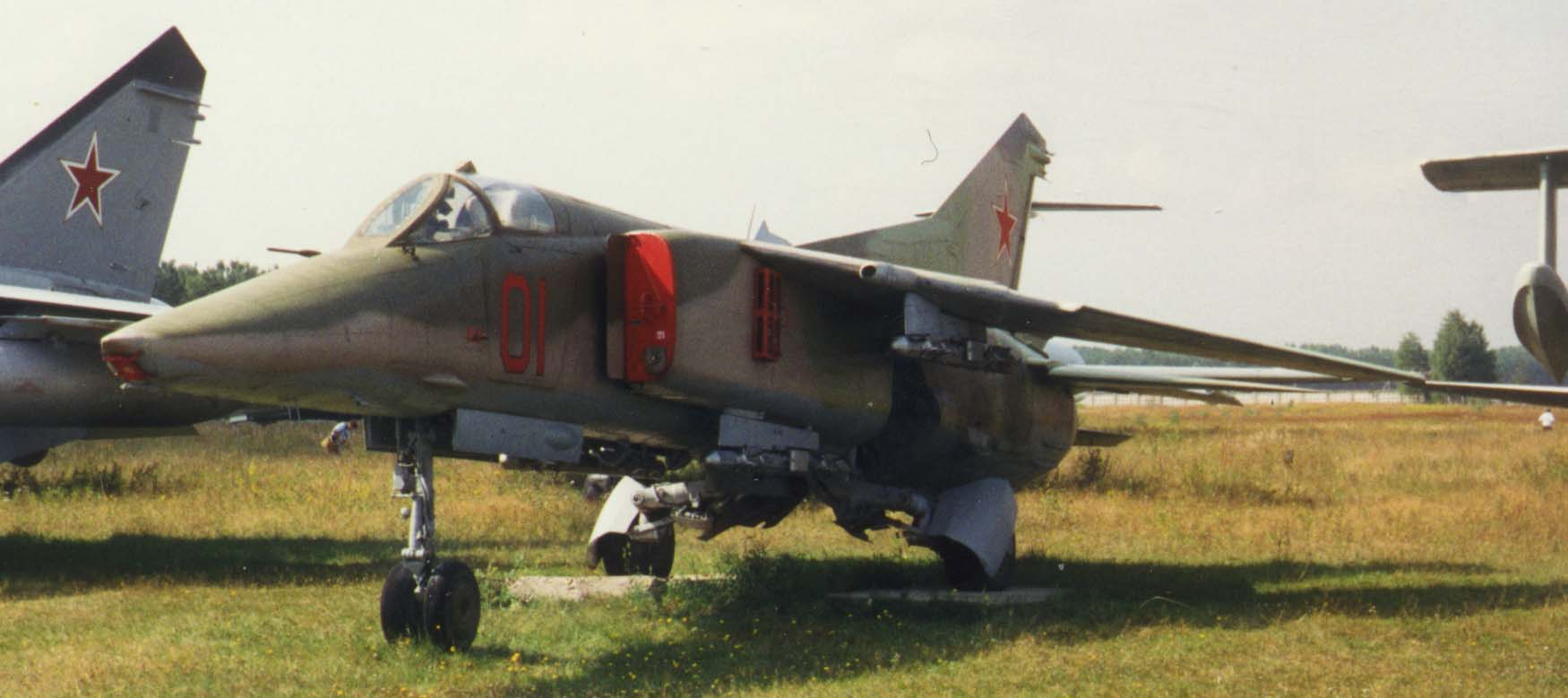
MiG-27 de la Força Aèria Russa.

- 1 canó automàtic GSh-6-30 de 30 mm.
- Càrregues externes de fins a 4.000 kg, incloent-hi bombes i míssils aire-terra de guiatge làser òptic i per TV. Bombes convencionals, coets no dirigits i arma nuclear tàctica.